# Northern Songs
Northern Songs est une maison d'édition britannique de chansons fondée en 1963 par le producteur de musique Dick James (en), Brian Epstein et par Les Beatles. Elle publie les chansons des Beatles. 
Dans les années 1960, Northern Songs était détenu à 51 %, soit la majorité des parts, par Brian Epstein à travers sa société NEMS. Il disparaît en 1967. Sa famille, et Dick James, administrateur de Northern Songs depuis les débuts en 1963, décident de la vendre à l'empire ATV, en 1969, sans que les Beatles ne puissent rien faire, ce qui sera pour eux un déboire participant à l'ambiance délétère menant à leur dissolution en 1970. Ce catalogue détenu par ATV est racheté par Michael Jackson pour 47,5 millions de dollars en 1985. 
En mars 2016, Sony le géant japonais de l'électronique annonce qu'il rachète à l'organisme de gestion du patrimoine de Michael Jackson les 50 % de parts que ce dernier détient dans leur filiale musicale Sony/ATV Music Publishing. Le montant de la transaction serait de 750 millions de dollars (675 millions d'euros). Sony devient ainsi le propriétaire à 100 % de cette société qui s'occupe de la collecte des droits et de la distribution des revenus afférents pour le compte de nombreux artistes, dont les Beatles.

## Dans la culture populaire
- La chanson Only a Northern Song, des Beatles sur leur album Yellow Submarine.